# Миллер, Михаил Адольфович
Михаи́л Адо́льфович Ми́ллер (3 мая 1924 года, Нижний Новгород — 18 сентября 2004 года, там же) — советский и российский физик-теоретик, почётный профессор ННГУ имени Лобачевского. Являлся заведующим кафедры электродинамики его радиофизического факультета и научным сотрудником Института прикладной физики РАН. Один из самых известных представителей Нижегородской радиофизической школы. Лауреат Государственной премии СССР (1987).

## Биография
Обучался в Горьковском политехническом институте, в 1942 году был призван в армию, но в 1943 году был демобилизован по состоянию здоровья и продолжил обучение. В 1945 году перевёлся на только что открывшийся радиофизический факультет Горьковского государственного университета, который и окончил в 1949 году. В университете под руководством М. Л. Левина, ученика академика М. А. Леонтовича, занимался научной работой в области электродинамики антенн и линий передач.
Проработав два года инженером на радиотехнических предприятиях в Горьком, в 1950 году поступил в аспирантуру ГГУ к профессору М. Т. Греховой. Одновременно с учёбой в аспирантуре работал в Горьковском исследовательском физико-техническом институте (ГИФТИ). В 1953 году становится зав. лабораторией института. В это время М. А. Миллер становится одним из лидеров российской и мировой науки в области теории излучения и дифракции.
В 1956 году был создан Научно-исследовательский радиофизический институт (НИРФИ). М. А. Миллер возглавил в нём отдел электродинамики. В 1960 году защитил докторскую диссертацию по теме «Движение заряженных частиц в высокочастотных электромагнитных полях». Вокруг него к середине 1960-х годов формируется крупная научная школа в области радиофизики и физики плазмы, сделавшая заметный вклад в развитие электродинамики плазмы.
В 1977 году он переходит на должность руководителя отдела физики плазмы во вновь созданном Институте прикладной физики АН СССР (ИПФ АН), где продолжает свои занятия в области электродинамики плазмы; с 1988 года главный научный сотрудник.
Скончался 18 сентября 2004 года. Похоронен на Красном кладбище Нижнего Новгорода.

## Научные достижения
В годы работы в ГИФТИ занимался разработкой идей импедансного описания СВЧ-систем. Выполнил пионерские работы по теории поверхностных волн в замедляющих структурах и импедансным антеннам с частотным касанием луча.
В НИРФИ и ИПФ АН занимался фундаментальными проблемами линейной и нелинейной электродинамики плазмы. В середине 1950-х годов совместно с А. В. Гапоновым-Греховым разработал концепцию высокочастотной пондеромоторной силы (так называемой силы Миллера, действующая на заряженные частицы в неоднородных высокочастотных полях), имеющей важное значение для задач лазерного термоядерного синтеза, лазеро-плазменного ускорения заряженных частиц (электронов и ионов) и генерации излучения различных диапазонов.
Научной школой М. А. Миллера была разработана теория самофокусировки излучения в средах с различными механизмами нелинейности, был исследован механизм резонансного поглощения электромагнитной энергии на границе плазмы, проведены исследования механизмов плазменной турбулентности, была развита электродинамическая теория микроволновых и оптических разрядов в газах, был сделан вклад в развитие теории дифракции и излучения волн в плазме.

### Основные научные труды
- Гапонов-Грехов А. В., Миллер М. А. О потенциальных ямах для заряженных частиц в высокочастотном электромагнитном поле // ЖЭТФ. — 1958. — Т. 34, вып. 1. — С. 242—243.
- Gildenburg V. B., Kondrat'ev I. G., Miller M. A. Diffraction of electromagnetic waves by plasma structures (англ.) // Electromagnetic Wave Theory. — Oxford: Pergamon Press, 1967. — P. 1025—1028.
- Миллер М. А. Зарядовая и токовая электростатика, нестационарные источники статических полей // УФН. — 1984. — Т. 142, вып. 1. — С. 147—158.

## Преподавательская деятельность
После окончания университета М. А. Миллер преподавал на радиофизическом факультете ГГУ. С 1962 по 1995 годы он являлся профессором и в 1957—1960 годах заведующим кафедры электродинамики на факультете. В 1950—1960-е годы читал курсы классической и прикладной электродинамики. Стиль преподавания М. А. Миллера отличался как высоким уровнем научного содержания, так и простотой и понятностью изложения. Его лекции посещали не только студенты, но и некоторые преподаватели других факультетов и вузов.
М. А. Миллер принимал участие в разработке «Сборника задач по электродинамике», вышедшего в 2001 году и рекомендованного для использования в вузах России. За этот задачник он был удостоен премии Нижнего Новгорода в области образования.
С 1978 по 1992 годы М. А. Миллер возглавлял институт стажёров-исследователей в ИПФ АН.
Среди его учеников семь докторов наук, в том числе два академика РАН (В. И. Таланов и А. Г. Литвак), 20 кандидатов наук, лауреаты Ленинской и государственных премий.

## Научно-просветительская деятельность
М. А. Миллер являлся автором и редактором ряда переводов на русский язык известных книг и учебников. В частности, учебника В. Смайта по электродинамике и знаменитого «Трактата по электричеству и магнетизму» Джеймса Максвелла.
М. А. Миллер является автором ряда статей в «Физической энциклопедии» и «Физическом энциклопедическом словаре».
В последние годы жизни активно занимался историей науки, особенно историей Нижегородской радиофизической школы, частью которой был сам. Опубликовал ряд статей и очерков, посвящённых этому вопросу. В частности, биографию своего учителя и друга М. Л. Левина. Перед самой смертью завершил ещё одну книгу, в которой собрал большое количество своих исследований в области истории науки, статьи к юбилейным датам учёных и научных организаций, а также собственные размышления на философские и околонаучные темы, литературные пародии и юмористические стихи. Эта книга под названием «Всякая и не всякая всячина» была опубликована уже после смерти М. А. Миллера.

## Награды
- Государственная премия СССР 1987 года
- Заслуженный деятель науки и техники РСФСР (1984)
- Заслуженный Соросовский профессор
- Заслуженный и почётный профессор ННГУ
- Премия Нижнего Новгорода в области образования 1994 года